# Незабудька Попова
Незабудька Попова, незабудка Попова (Myosotis popovii) — вид рослин з родини шорстколистих (Boraginaceae), поширений у Молдові, Україні, Росії.

## Опис
Багаторічна рослина 25–40 см. Чашечка 2–2.5 мм, при плодах 3–3.5 мм завдовжки, в нижній і середній частині з гачкуватими, у верхній — з прямими волосками. Віночок блакитний, 5–8 мм в діаметрі. Горішки 1.5–1.8 мм завдовжки, 1–1.2 мм завширшки.

## Поширення
Поширений у Молдові, Україні, Росії.
В Україні вид зростає в степах, на узліссях лісів — у Лісостепу і Степу, б.-м. зазвичай, зрідка в півд. ч. Полісся і Криму (передгір'я).

## Використання
Декоративна рослина.